# الجامعة الإسلامية الرقمية
الجامعة الإسلامية الرقمية هي جامعة خاصة للتعليم عن بعد ومقرها في كانيفنج، غامبيا. أسسها بلال فيلبس عام 2007 وتقدم شهادات البكالوريوس والدراسات العليا.

## الأقسام الأكاديمية
تقدم الجامعة الإسلامية عبر الإنترنت برامج دراسية في سبعة أقسام أكاديمية:
- قسم اللغة العربية واللغويات
  - درجة البكالوريوس
  - شهادة
- قسم إدارة الأعمال
  - درجة البكالوريوس
  - شهادة جامعية
  - شهادة
- قسم التربية
  - درجة البكالوريوس
  - شهادة جامعية
  - شهادة
- قسم تكنولوجيا المعلومات
  - درجة البكالوريوس
  - شهادة جامعية
  - شهادة
- قسم الاقتصاد الإسلامي، العلوم المالية والمصرفية
  - درجة البكالوريوس
  - شهادة جامعية
  - شهادة
- قسم الدراسات الإسلامية
  - ماجيستير
  - درجة البكالوريوس
  - دبلوم عالي
- قسم علم النفس
  - درجة البكالوريوس
  - شهادة جامعية
  - شهادة

## روابط خارجية
- الجامعة الإسلامية اون لاين
- المركز العالمي لتحفيظ القرآن